# 宇都宮市水道今市水系第六号接合井
宇都宮市水道今市水系第六号接合井（うつのみやしすいどう いまいちすいけい だいろくごう せつごうせい）は、栃木県宇都宮市上金井町にある、上水道施設。日光市から宇都宮市へ引かれた水道管の水圧を抑えるために建設された6つの接合井のうちの1つで、竣工当時から改築されずに残る唯一の接合井である。接合井の上屋は赤煉瓦と大谷石を組み合わせた西洋の城郭風の建築物で、土木学会選奨土木遺産や登録有形文化財として保護されている。

## 歴史

### 建設の経緯
宇都宮は古名を池邊郷（いけのべごう）と言い、池の井・馬場の井・東石町の井・亀井の水・明神の井・滝の水・天女水の7つから成る「宇都宮七水」が選ばれるなど水資源の豊富な街であるが、宇都宮の地下水はアンモニアなど有機物を含んだ品質の良くない水であり、コレラ・腸チフス・赤痢などの伝染病が流行し、「水売り」が職業として成立していた。そこで1878年（明治11年）には上水道敷設論が起こり、1886年（明治19年）5月には惣代25人が「水道敷設請願書」を河内郡長の川村伝蔵に提出した。1909年（明治42年）になって、大谷川から取水する計画が登場するが、灌漑用水の減少を恐れた流域住民の反対でなかなか認可が下りず、ようやく1912年（大正元年）10月に内務大臣・原敬から水道敷設事業認可が出された。
1913年（大正2年）12月に起工式を行い、水道の建設工事が開始した。この工事は上都賀郡今市町（現・日光市）瀬川から河内郡国本村戸祭（現・宇都宮市中戸祭町）までの約27 kmの区間の送水管を整備するもので、起点の瀬川には今市浄水場が、終点の戸祭には戸祭配水場配水池が設けられた。瀬川 - 戸祭間は落差が約240 mあり、水圧を弱めるために、日光街道に沿って標高が30 m下がるごとに6つの接合井が設けることになった。そのうちの6番目の接合井が「宇都宮市水道今市水系第六号接合井」であり、河内郡富屋村上金井（現・宇都宮市上金井町）が設置場所となった。工事は第1区から第4区まで4か所に分割し、第六号接合井を境に北を第3区、南を第4区とした。第3区は1914年（大正3年）12月14日に第五号接合井から第六号接合井に向けて、第4区は同年12月23日から戸祭配水場から第六号接合井に向けて、それぞれ着工し、1915年（大正4年）7月9日に水道管敷設工事が完工した。接合井の建設工事は水道管工事完工後に始まり、同年12月28日に竣工、翌1916年（大正5年）3月1日より宇都宮市内で上水道の供給が開始された。

### 完成後
1949年（昭和24年）12月26日、今市地震が発生し、大半の接合井が倒壊する被害を受けた。しかし第六号接合井だけは無事であった。
その後、今市浄水場の水は石那田配水場へ送水されるようになり、給水エリアは宇都宮市の石那田町や篠井町など市の北西部に変わった。また戸祭配水場には松田新田浄水場（宇都宮市今里町）から送水されることとなり、第六号接合井は役目を終えた。今市水系の接合井は第六号のほかにも3か所現存し、現役で稼働するものもある。
接合井としての本来の役割を果たした後は文化財として扱われることとなった。2003年（平成15年）選定の「うつのみや百景」では「宇都宮市水道局の第6接合井」の名で、その1つに選定された。2005年（平成17年）度の土木学会選奨土木遺産に「宇都宮市水道施設群」の1つとして認定された。認定理由は、創設当時の雰囲気を現代に伝えていること、煉瓦造りを基調としながら大谷石という地場産材を用いていること、日光杉並木を背景として地域性にも優れていることである。2006年（平成18年）10月18日には日本国の登録有形文化財に登録された。（登録番号は第09-0150号。）

## 建築
第六号接合井の基本設計は吉原重長、工事は西出辰次郎が担当した。接合井は標高が30 m下がるごとに6か所建設されたが、1949年（昭和24年）の今市地震で大半が倒壊してしまった。このため第一号から第五号接合井は上屋を改築しているが、第六号接合井だけは創建当時の姿を保っている。
接合井そのものはコンクリート造で深さ2.3 mある。上屋は煉瓦造で、日光街道沿いの小高い丘の上に建ち、八角形の西洋城郭風の建築物である。基礎に大谷石を使い、外壁は大谷石と赤煉瓦を用いた幾何学的なデザインを特徴とする。壁面の境界部分は隅石（すみいし）飾りと呼ばれる、長い石と短い石を交互に積む工法を採用し、装飾と補強を兼ねている。

## 交通
自動車利用の場合、宇都宮市街から日光街道（国道119号）を北上し、東北自動車道の高架橋をくぐった先に街道の右手に現れる。周囲の日光杉並木と合わせて歴史的景観を形成する。
公共交通機関利用の場合、宇都宮市街から日光方面行きの路線バスに乗り、「下徳次郎」で下車する。バスが来た道を少し戻る（南下する）と、道路の左手（東側）に現れる。